# Oturkpo
Oturkpo – miasto w Nigerii, w stanie Benue. Według danych szacunkowych na rok 2012 liczy 119 977 mieszkańców..